# 王克勤 (1964年)
王克勤（1964年11月14日—），男，甘肃省永登县人，大爱清尘发起人。王克勤曾因报道定州村民被袭事件、山西疫苗事件而闻名。

## 生平
早年，王克勤曾经担任过机关的文秘宣传，进出口公司商贸业务，以及国企的副厂长。
1989年，王克勤进入《甘肃经济日报》社。2000年，任新闻三部的主任。2001年2月3日，王克勤与王宏的调查报告《兰州证券黑市狂洗“股民”》在《中国经济时报》发表。2001年4月29日，《甘肃经济日报》暂时停办。
2001年9月，王克勤加入甘肃日报社的子报《西部商报》，担任特稿部主任。10月17日，发表了题为《公选“劣迹人”引曝黑幕》的调查报告，同年11月，王克勤被《西部商报》报社开除。
2002年1月，王克勤来到北京加入《中国经济时报》任高级记者。2002年王克勤发表调查报告《北京出租车业垄断黑幕》。
2005年6月11日在定州发生了绳油村村民被袭案件，6月20日，王克勤在《中国经济时报》发表了长篇报道《河北“定州村民被袭事件”调查》，该调查导使得定州市因圈地矛盾造成6名农民被黑社会打死的真相大白，而原定州市委书记和风等27人被判处死刑、无期徒刑、有期徒刑等刑罚。
2005年11月30日，《中国经济时报》发表了王克勤的《邢台艾滋病真相调查》。
2007年1月24日，王克勤发表了《山西黑煤矿矿主打死“记者”的背后》。
2010年3月，经过半年的调查，王克勤发表《山西疫苗乱象调查》调查报导，而这次被调离职务是签发《山西疫苗乱象调查》的《中国经济时报》社长、总编辑包月阳。同年10月，王克勤进入河北大学调查交通肇事案，发表调查报告《河北大学校园“飙车案”调查》，指出案件背后潜在当地政府势力与大学的“合作”。
2011年6月15日，联合中华社会救助基金会共同发起“大爱清尘·寻救尘肺病农民兄弟大行动”。
2011年7月18日，《中国经济时报》调查部被解散，王克勤被解职。
2011年9月28日，王克勤在个人实名认证的微博上表示：“已辞别工作了10年的《中国经济时报》，加盟《经济观察报》，任总编辑助理，正在组建调查报道团队，将努力做好经观的调查报道。”
2012年8月6日，《經濟觀察報》在第9版全版刊載其調查《暴雨失蹤者》，報道提及同年7月21日北京暴雨的3名失蹤者馬海龍、侯建和楊晗。北京市文化局掃黃打非辦對其發出處分，理由是該報「異地辦報」（報紙注冊地在山東省），指該期報紙是「非法出版物」，報社被要求「自行回收」報攤上的該期全部報紙，並一度查封報紙的北京辦公室，同年10月8日由王一手組成的新聞調查部被解散。
2013年2月27日，王克勤離開《經濟觀察報》

## 获奖
- 2013年7月，王克勤获得南方周末颁发的2013年度责任领袖称号。[5]

## 主要作品
- 《兰州证券黑市狂洗“股民”》
- 《公选“劣迹人”引曝黑幕》
- 《北京出租车业垄断黑幕》
- 《河北定州血案调查》
- 《邢台艾滋病真相调查》
- 《山西黑煤矿矿主打死“记者”的背后》
- 《山西疫苗乱象调查》
- 《河北大学校园“飙车案”调查》